# Světelné signalizační zařízení

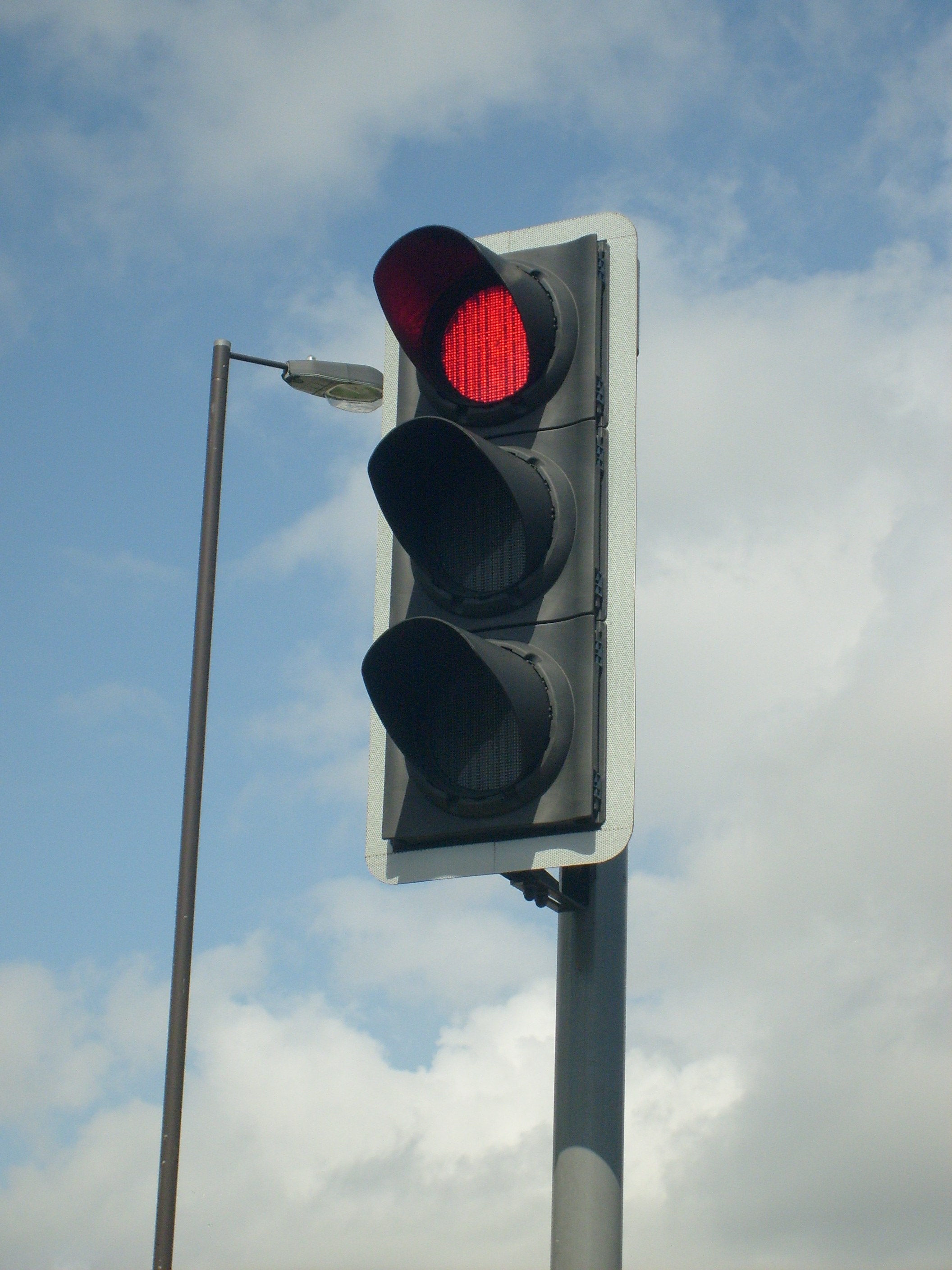
LED semafor ve Velké Británii

Semafor se 4 fázemi

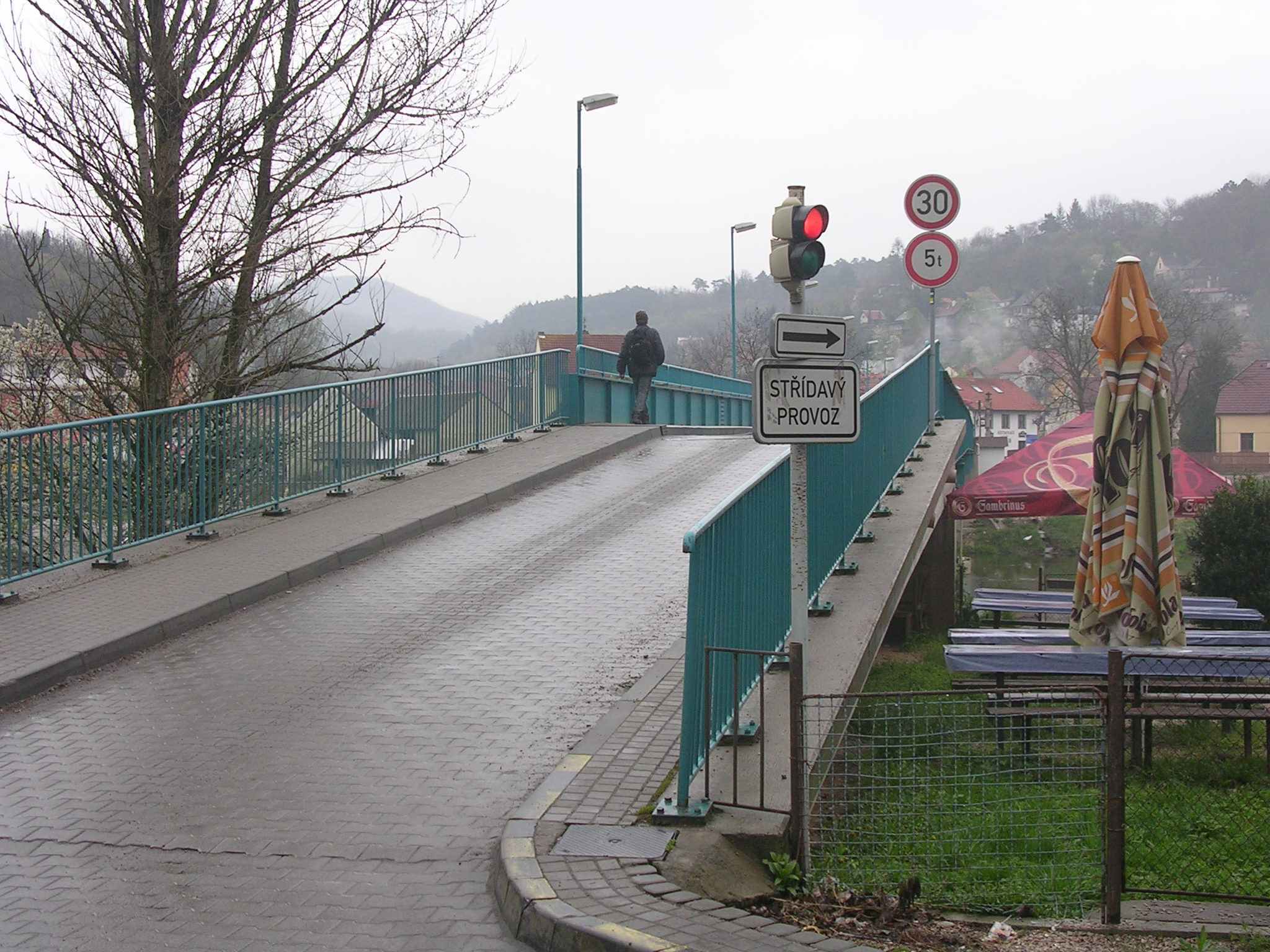
Signalizace zajišťující střídavý provoz vozidel na lávce přes Berounku v Srbsku.

Světelné signalizační zařízení (užívá se zkratka SSZ) je obvyklý odborný název pro soustavu zařízení určených k řízení provozu na pozemních komunikacích pomocí světelných signálů. Viditelným částem zařízení určeným k zobrazování signálu (návěstidlům SSZ) se obvykle říká semafory (což etymologicky znamená nosič významu), v řidičském slangu se užívá i označení světla.
SSZ se používají zejména na křižovatkách pozemních komunikací nebo tramvajových drah a v místech jejich vzájemného styku (přejezd, vyústění, odbočení), v místech přechodu pro chodce nebo přejezdů pro cyklisty přes pozemní komunikaci nebo tramvajovou dráhu, v zúžených místech nebo jízdních pruzích se střídavým provozem, k vytváření časového ostrůvku, ale i v jiných místech. Speciální signály se často používají například k výjezdu hasičských vozidel nebo k zabezpečení železničních přejezdů.

## Česko a Slovensko

### Historie
Mechanické a později světelné semafory se zpočátku používaly v železniční dopravě. Signály pro řízení provozu na jednokolejných tramvajových tratích a splítkách se začaly používat mnohem dříve než pro řízení silničního nebo tramvajového provozu na uličních křižovatkách. Od roku 1911 byla zaváděna drážní SSZ Elektrických podniků hl. m. Prahy na jednokolejkách a splítkách například v ulicích U kasáren, Celetná, Letenská, Křižovnická (Karlovy lázně), Radlická.
Za první elektrickou (křižovatkovou) světelnou signalizaci v Evropě je považována 8,5 metru vysoká pětiboká věž s kabinou v horní části, která byla postavena roku 1924 na křižovatce Potsdamer Platz v Berlíně. Barevné signály byly umístěny nad kabinou a jednotlivé barvy byly vodorovně vedle sebe. Fáze ručně přepínal policista sedící v kabině. S výstavbou Berlínské zdi byla křižovatka zrušena, ale po sjednocení Německa (1990) byla v roce 1997 věž restaurována do původní podoby jako památka.
V Praze začal být provoz na nejrušnějších křižovatkách řízen od 2. září 1919, kdy na Můstku a dalších čtyřech křižovatkách začal dopravu řídit strážník stojící uprostřed křižovatky gumovým obuškem.
První SSZ na křižovatce v Praze, vyrobené ČKD Praha, bylo zřízeno v roce 1927 na křižovatce ulic Hybernská, Dlážděná a Havlíčkova u dnešního Masarykova nádraží., jednalo se o ručně přepínaný semafor jedním strážníkem.
Brzy následovaly semafory na Můstku a uprostřed Václavského náměstí, kam ústí ulice Vodičkova a Jindřišská. Zde 21. ledna 1930 byla instalována první automatická světelná signalizace.
V počátcích se užíval jeden čtyřboký semafor zavěšený uprostřed nad křižovatkou, který platil pro vozidla ze všech směrů i pro chodce. Obvyklejším způsobem řízení dopravy byly pokyny strážníka či policisty.
Do roku 1967 bylo v Praze 33 světelně řízených křižovatek. Modernější světelná signalizace se začala používat po roce 1967 v rámci dodávky moderních světelných signalizačních zařízení pro Prahu od firmy Signalbau Huber z Mnichova. V té době byly, nejprve v Praze, postupně zaváděny speciální světelné signály pro každé rameno křižovatky, pro chodce i pro tramvaje, a signály se směrovými šipkami. Od 1. ledna 1967 vstoupila v účinnost nová vyhláška č. 80/1966 Sb., o pravidlech silničního provozu, která poprvé zavedla speciální světelné signály pro chodce a směrové světelné signály. Signalizace pro tramvaje byla sice zaváděna současně, plně zlegalizována však byla asi o tři roky později.

Současně byla připravována ČSN 73 6021 Světelné signalizační zařízení silniční a městské dopravy – provedení a umístění návěstidel.
Na modernizaci silničního provozu navázala dopravní výchova dětí a zřizování dopravních hřišť.

### Dnešní kodifikace
V současné době technické požadavky na zařízení upravují převzaté evropské normy:
- ČSN EN 12368 Řízení dopravy na pozemních komunikacích - Návěstidla,
- ČSN EN 12675 Řízení dopravy na pozemních komunikacích – Řadiče světelných signalizačních zařízení – Funkčně bezpečnostní požadavky
- ČSN EN 50556 Systémy silniční dopravní signalizace

Specifika České republiky upravují národní přílohy, které jsou součástí českých verzí těchto norem.
- „Zbytková“ ČSN 36 5601-1 Světelná signalizační zařízení. Technické a funkční požadavky. Část 1: Světelná signalizační zařízení pro řízení silničního provozu včetně základních požadavků na signální plán.

Podrobnější požadavky jsou uvedeny v technických podmínkách TP 81 Navrhování světelných signalizačních zařízení pro řízení provozu na pozemních komunikacích, jejichž první vydání schválilo Ministerstvo dopravy v roce 1996 a druhé vydání v roce 2006.

### Světelné signály
Význam signálů a související povinnosti účastníků provozu stanoví § 70 až § 74 zákona č. 361/2000 Sb., o silničním provozu, v platném znění. Podle § 24 a přílohy vyhlášky 30/2001 Sb. se užívají tyto signály:

#### Signály pro vozidla

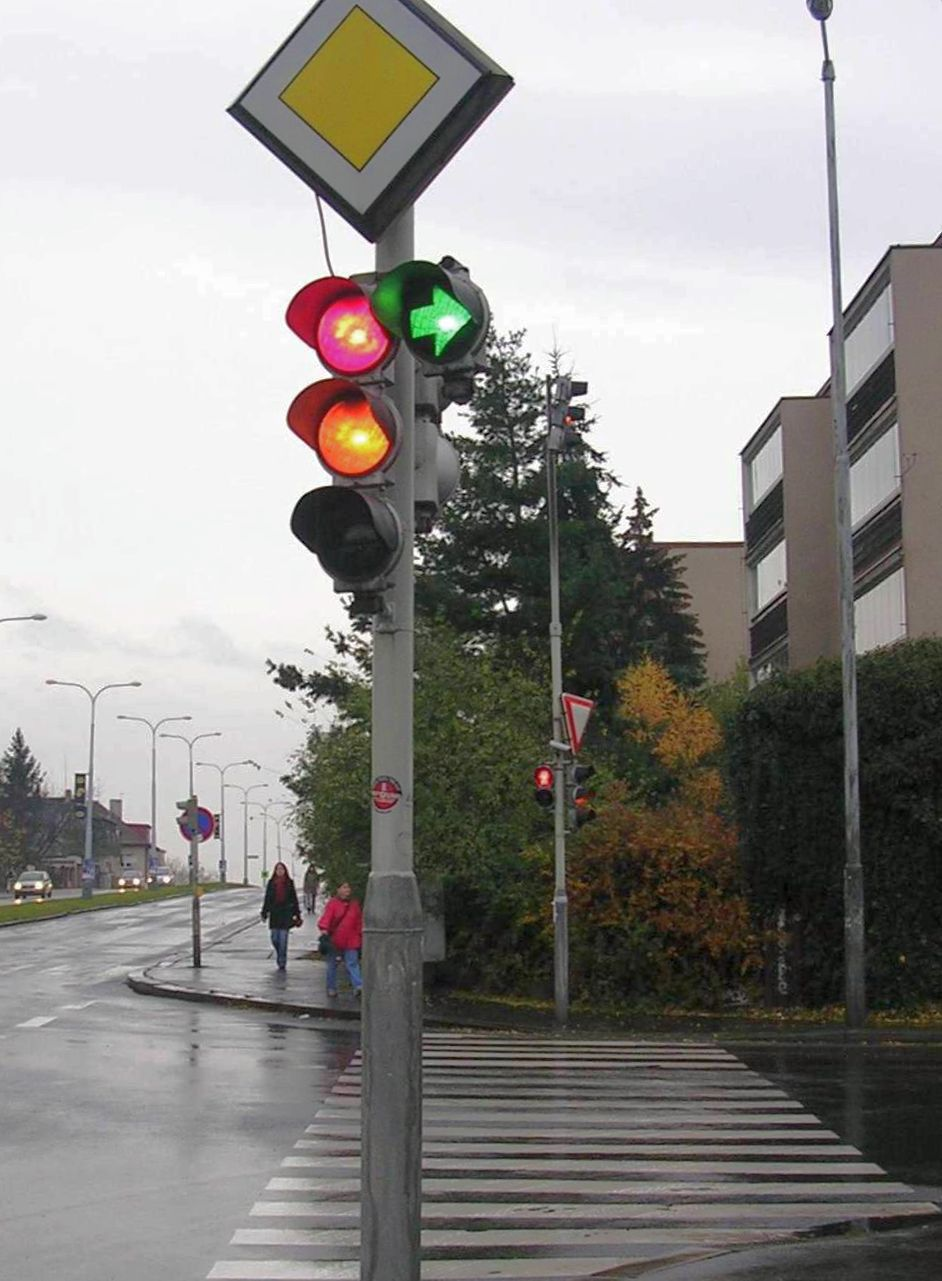
Použití zelené doplňkové šipky

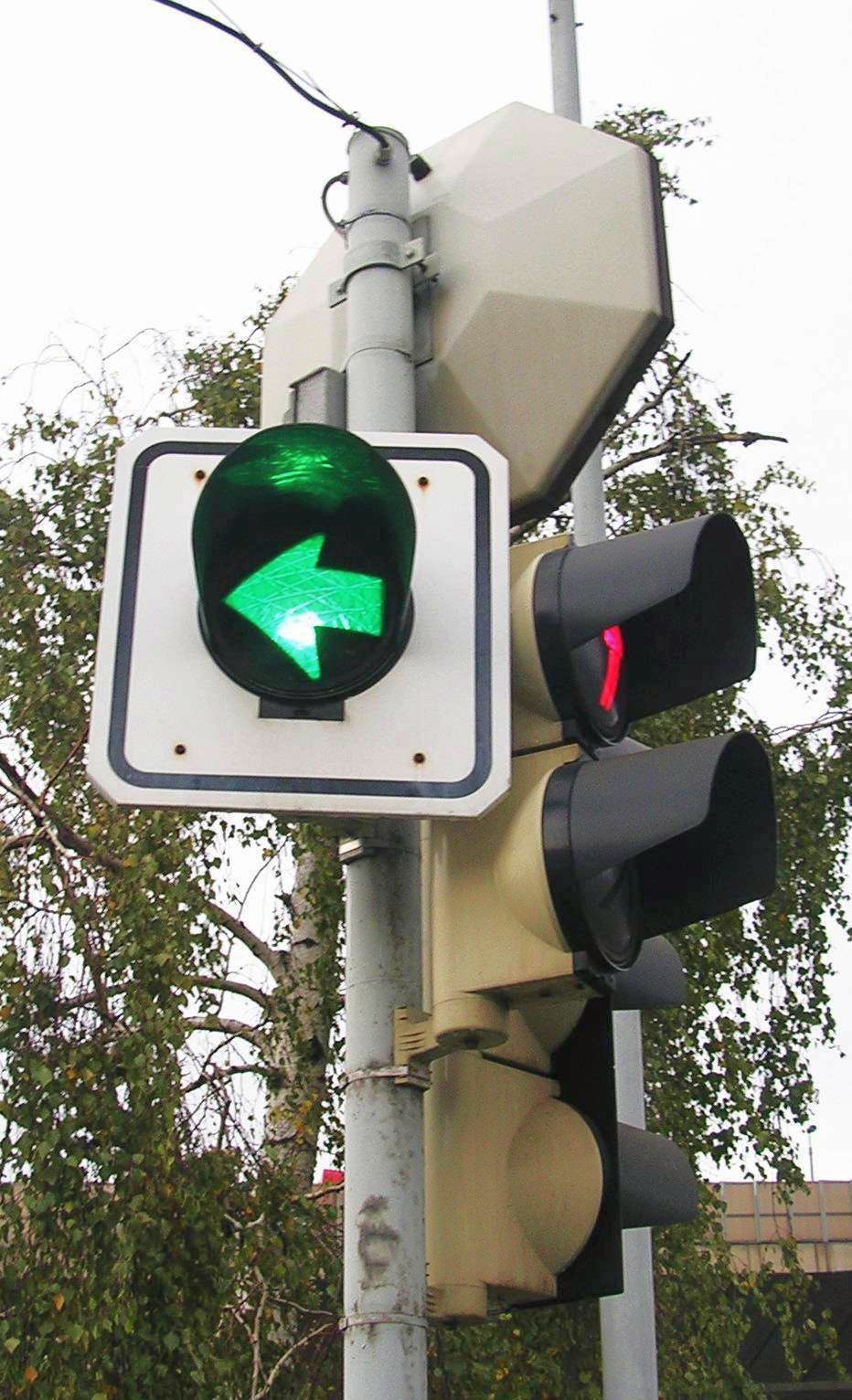
Šipka pro opuštění křižovatky

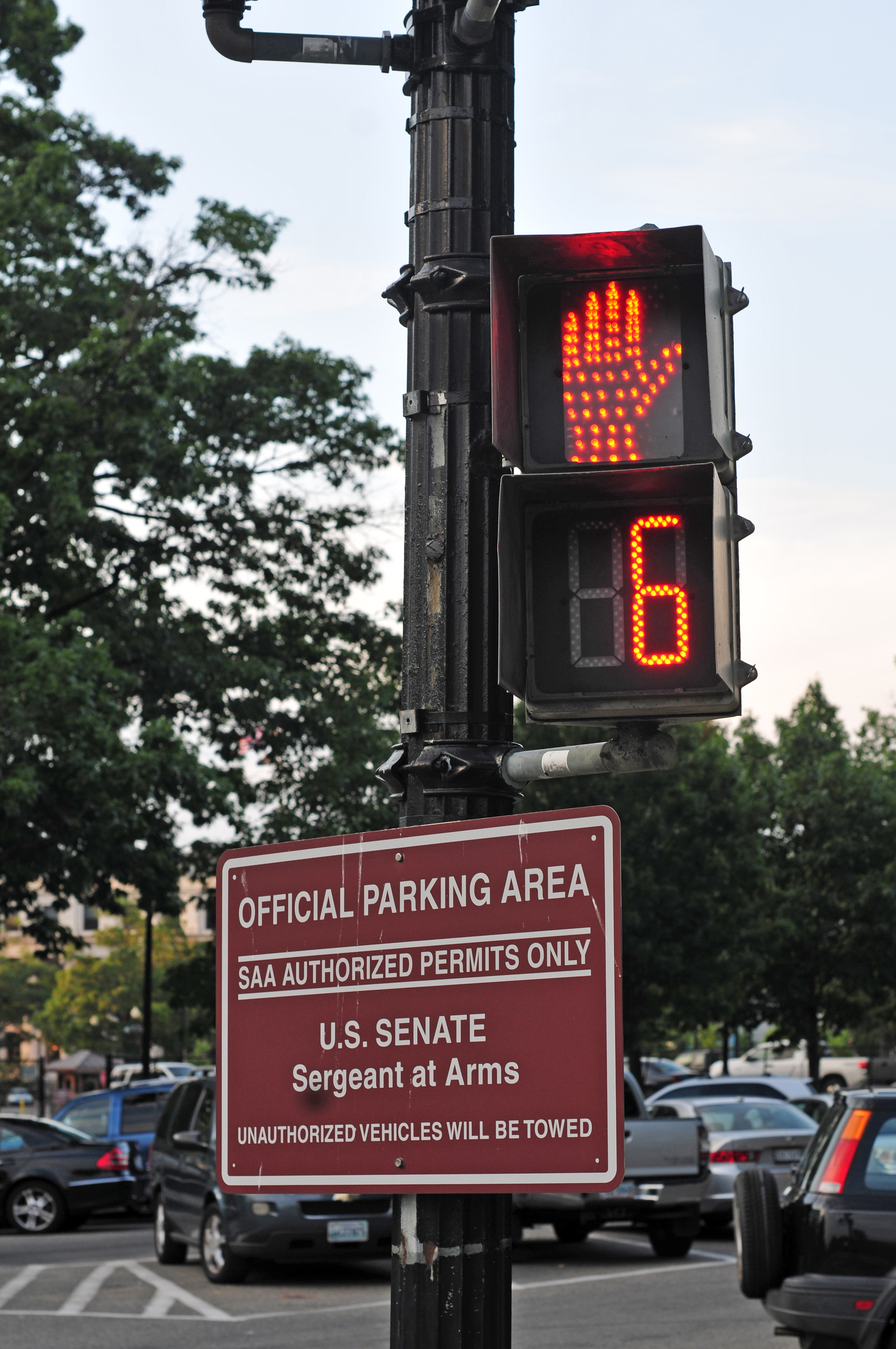
signalizační zařízení pro pěší ve Washingtonu

- S 1 Tříbarevná soustava s plnými signály
- S 2 Tříbarevná soustava se směrovými signály
- S 3 Tříbarevná soustava s kombinovanými směrovými signály
- S 4 Signál žlutého světla ve tvaru chodce (umístěná vedle signálu se zeleným směrovým signálem pro odbočení, případně i před přechodem, jehož se týká) upozorňuje řidiče, že křižuje směr chůze přecházejících chodců. Nepřerušované i přerušovaně svítící signál má stejný význam.
- S 5 Doplňková zelená šipka (umístěná vedle signálu s červeným světlem Stůj!) – svítí-li současně s červeným nebo žlutým světlem, umožňuje pokračovat v jízdě příslušným směrem, řidič však musí dát přednost vozidlům ve volných směrech a nesmí omezit ani ohrozit přecházející chodce.
- S 6 Signál pro opuštění křižovatky (tzv. vyklizovací šipka, umístěná v protilehlém rohu křižovatky)
- S 7 Přerušované žluté světlo
  - Signál s červeným světlem Stůj! znamená povinnost zastavit vozidlo před příčnou čarou, a kde taková čára není, před signalizačním zařízením. V případě použití dvoubarevné soustavy (bez žlutého světla) má červené světlo stejný význam jako samostatně svítící žluté světlo.
  - Signál se současně svítícím červeným světlem a žlutým světlem Pozor! znamená povinnost připravit se k jízdě.
  - Signál se zeleným světlem Volno znamená možnost pokračovat v jízdě. Jde-li o signál se směrovým signálem nebo svítí-li pro odbočení vlevo Signál pro opuštění křižovatky, není třeba při příslušném odbočování dávat přednost protijedoucím vozidlům a souběžným tramvajím. Jde-li o signál Volno! se směrovým signálem a nesvítí-li současně signál žlutého světla ve tvaru chodce, není třeba při odbočování dávat přednost chodcům v kolizním směru.
  - Signál s nepřerušovaně svítícím žlutým světlem Pozor! má obdobný význam jako signál Stůj!. Je-li však při rozsvícení signálu vozidlo tak blízko, že by řidič nestačil zastavit, smí pokračovat v jízdě.
  - Svítí-li žluté světlo Pozor! přerušovaně, nejde momentálně o křižovatku s provozem řízeným světelnými signály. Je-li signál užit společně s dopravní značkou nebo dopravním zařízením, zdůrazňuje jejich význam. Je-li použit samostatně, upozorňuje na nutnost dbát zvýšené opatrnosti.
  - K zabezpečení vjezdu na pozemní komunikaci se někdy používá návěstidlo pouze s červeným a žlutým světlem (bez zeleného).

- S 8a Zakázaný vjezd vozidel do jízdního pruhu
- S 8b Volný vjezd vozidel do jízdního pruhu
- S 8c Světelná šipka vlevo, S 8d Světelná šipka vpravo – přikazují opuštění jízdního pruhu nebo objetí překážky příslušným směrem
- S 8e Světelný kříž – označuje překážku provozu vedle vozovky
- S 12 Rychlostní signály s proměnným signálním znakem nebo s více signálními znaky, vyznačují doporučenou rychlost v km/h.
- S 13 Signál dvou vedle sebe umístěných přerušovaných červených světel – má obdobný význam jako červené světlo dvoubarevné soustavy.
- S 14 Signály přejezdového zabezpečovacího zařízení

#### Speciální signály pro chodce a cyklisty

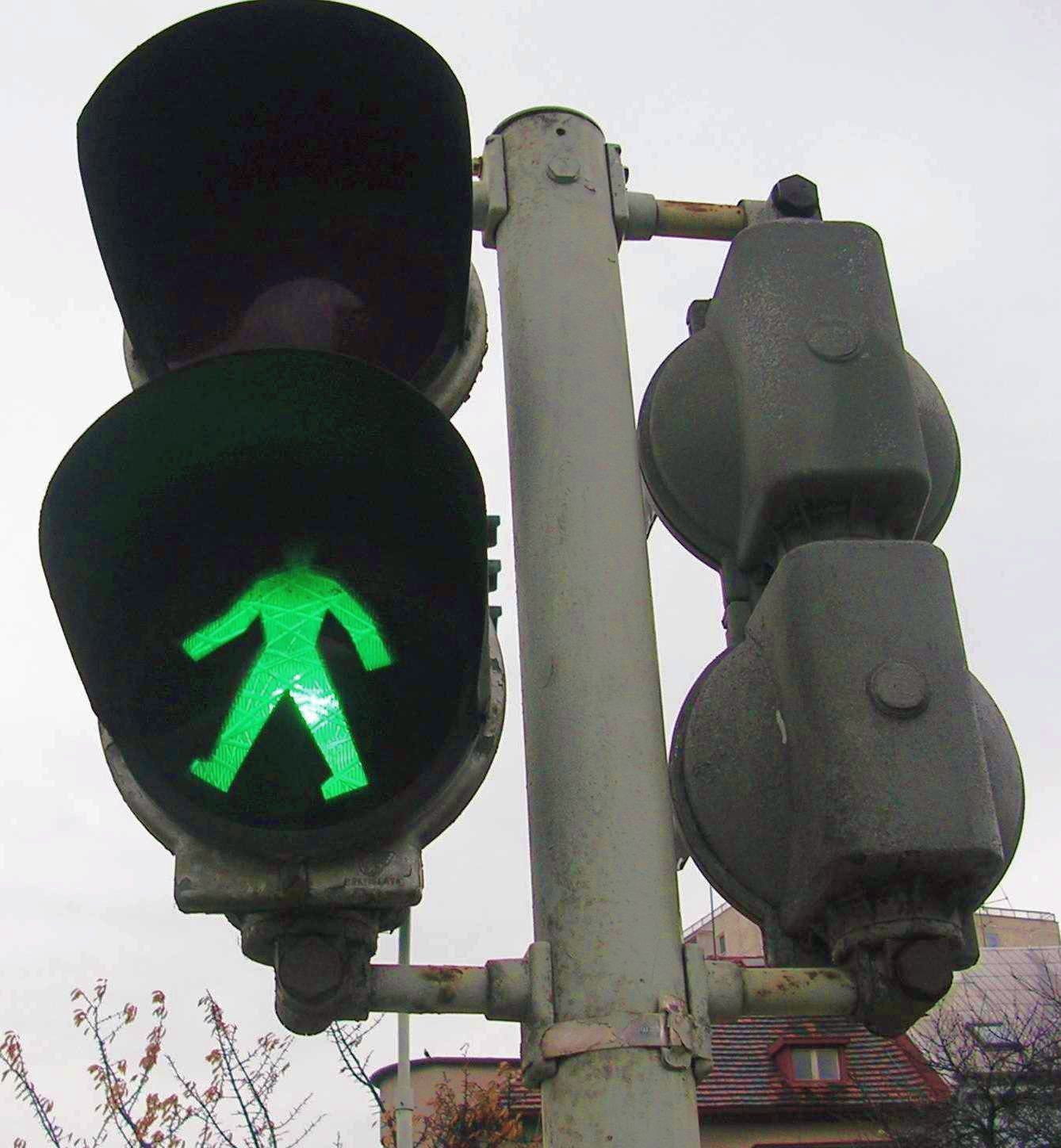
Signál volno pro chodce

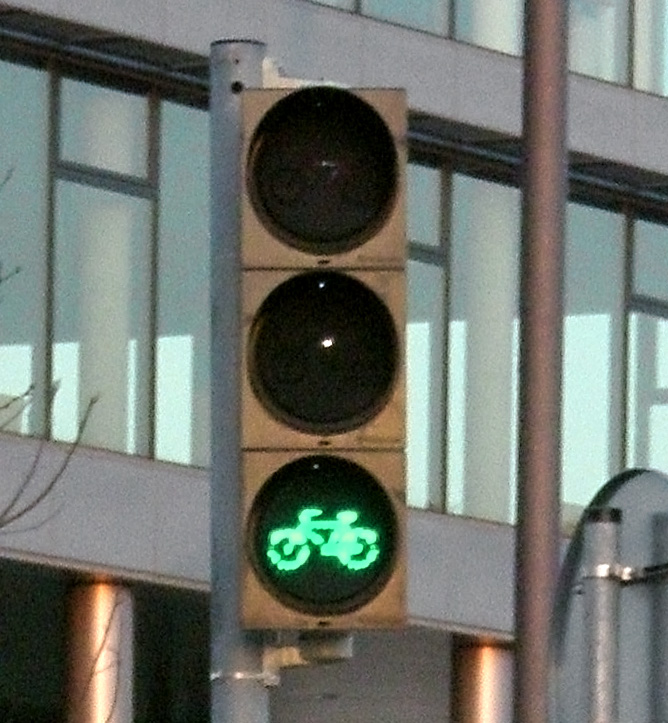
Signál volno pro cyklisty
(Praha-Chodov)

Signály pro chodce a pro cyklisty se používají zejména na přechodech pro chodce a přejezdech pro cyklisty.
- S 9a Dvoubarevná soustava se signály pro chodce
- S 10 Tříbarevná soustava se signály pro cyklisty. Užívá se zejména na přejezdech pro cyklisty. Ve stejném významu lze použít i signály s plnými kruhovými světly doplněné bílou tabulkou s vyobrazením jízdního kola.
- S 11 Tříbarevná soustava se signály pro chodce a cyklisty

#### Signály pro tramvaje
- S 15 Signály pro tramvaje. Mohou být použity i pro trolejbusy nebo autobusy městské hromadné dopravy ve vyhrazeném jízdním pruhu.

### Akustické signály
Doprovodné akustické signály podle § 25 vyhlášky č. 30/2001 Sb. v novelizovaném znění se používají:
- k orientaci nevidomých společně se světelnými signály pro chodce nebo pro chodce a cyklisty
- společně se signálem dvou přerušovaně svítících červených světel na železničním přejezdu

Signály pro chodce se vyjadřují tikáním přerušovaně spínaného relé nebo tónovými pulzy o kmitočtu 450 až 550 Hz. Frekvence tikání nebo přerušování je cca 1,5 Hz pro signál Stůj!, cca 8 Hz pro signál Volno. Na některých přechodech musí nevidomý ke spuštění akustické signalizace stisknout tlačítko nebo ji aktivovat univerzálním dálkovým ovládáním.
Akustické signály přejezdového zabezpečovacího zařízení na křížení železnice s pěší komunikací musí mít charakter krátkých tónových impulsů o frekvenci 900 až 1100 Hz.

### Předvěsti
Jako předvěst zavádí pro tramvajové a trolejbusové dráhy Dopravní řád drah (vyhláška č. 173/1995 Sb.) signály Očekávej volno a Očekávej stůj, odvozené ze základních signálů pro tramvaje. Použití těchto předvěstí však není povinné.
Silniční vozidla může na blízkost semaforu, případně na jeho aktuální stav upozorňovat příslušná výstražná dopravní značka nebo samostatně blikající žluté světlo ve vhodné vzdálenosti před křižovatkou. Rychlostní signály mohou doporučit rychlost vhodnou k tomu, aby řidič dojel k nejbližšímu semaforu v době, kdy na něm bude signál Volno.

### Signální plán
Řídící zařízení pro příslušnou křižovatku se nazývá řadič. Bývá umístěn ve skříňce stojící v blízkosti křižovatky. Obvykle je k němu připojen i sloupek s ovladačem, z nějž může signalizaci manuálně ovládat policista. Ve větších městech bývají modernější SSZ napojeny dálkově i na centrální dispečink, z něhož může dopravu řídit příslušný pracovník na dálku – zpětnou vazbu mu poskytuje kamerový systém.
Plán střídání signálních fází se sestavuje v souladu s technickými předpisy. Přitom je nutno počítat s možnou rychlostí reakce řidičů na změnu signálu a s tzv. vyklizovacím časem, rezervovaným pro opuštění křižovatky vozidly a chodci, kteří se do ní dostali v předchozí fázi. Nedostatečně dlouhé vyklizovací mohou být zdrojem problémů, obdobně jako příliš dlouhé (tendence řidičů k jízdě na signál Stůj!).
U starších SSZ se používají pevné cykly, jejichž uspořádání se mění podle předem daného plánu maximálně několikrát za den. I tato technologie však umožňuje vytváření tzv. zelené vlny, tj. návaznosti cyklů na sousedících křižovatkách.
U novějších SSZ se používá dynamické řízení, které délku nebo zařazení jednotlivých fází přizpůsobuje aktuálnímu stavu provozu na základě pasivní i aktivní detekce účastníků a hustoty provozu.

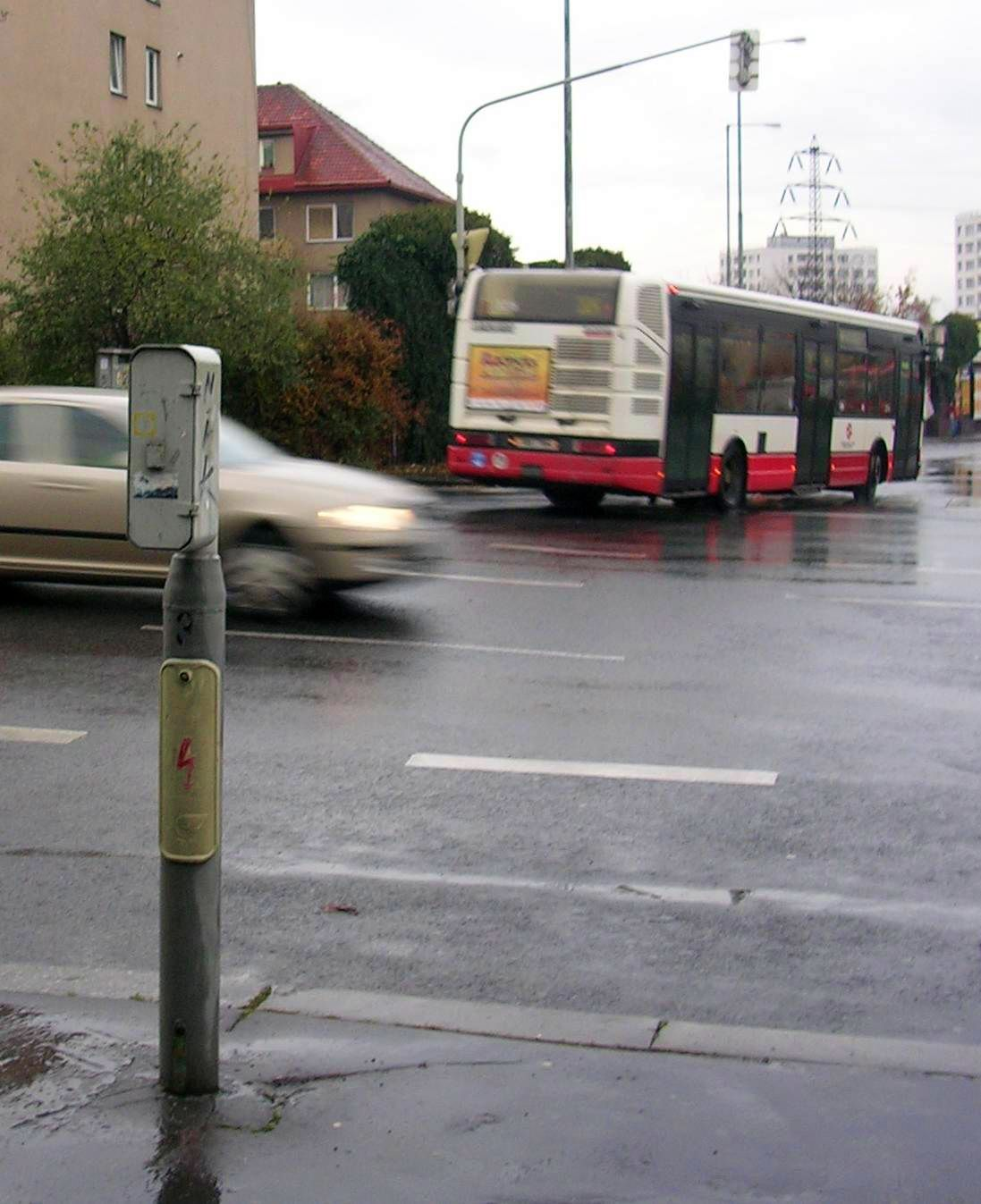
Sloupek pro ovládání signalizace policistou
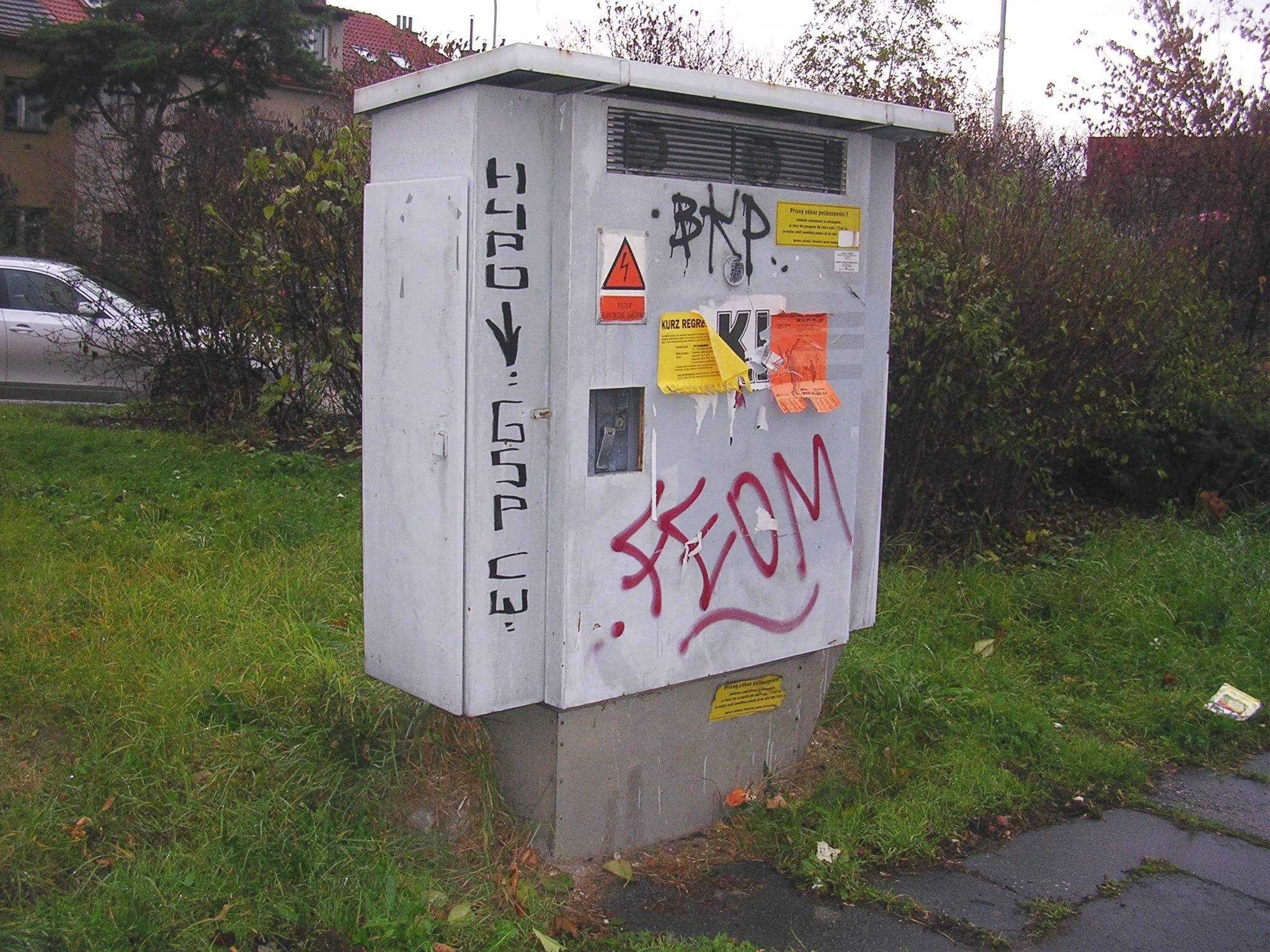
Řadič signalizace, bývá umístěn u křižovatky

### Detekce vozidla
U některých signalizačních zařízení se používá automatická pasivní detekce přijíždějících vozidel. Tramvaje jsou registrovány zpravidla pomocí trolejových kontaktů reagujících na elektrický sběrač, silniční vozidla pomocí tlakových čidel pod vozovkou nebo pomocí optických či obdobných bezkontaktních čidel. Signální cyklus je někdy přizpůsobován i podle aktuálního stavu elektricky přestavitelné tramvajové výhybky. V rozvinutějších zemích se zejména pro veřejnou hromadnou dopravu používá i aktivní detekce, při níž počítač vozidla složitěji komunikuje s počítačem SSZ. Od roku 2004 se tento systém uplatňuje i v ČR.
Pro chodce, cyklisty, řidiče tramvají a zřídka i pro řidiče silničních vozidel se užívají také tlačítka (případně speciální zámky), jimiž je možno nárok na signál volno do signálního plánu zařadit. Některá tlačítka jsou určena jen pro spuštění akustického signálu pro nevidomé.

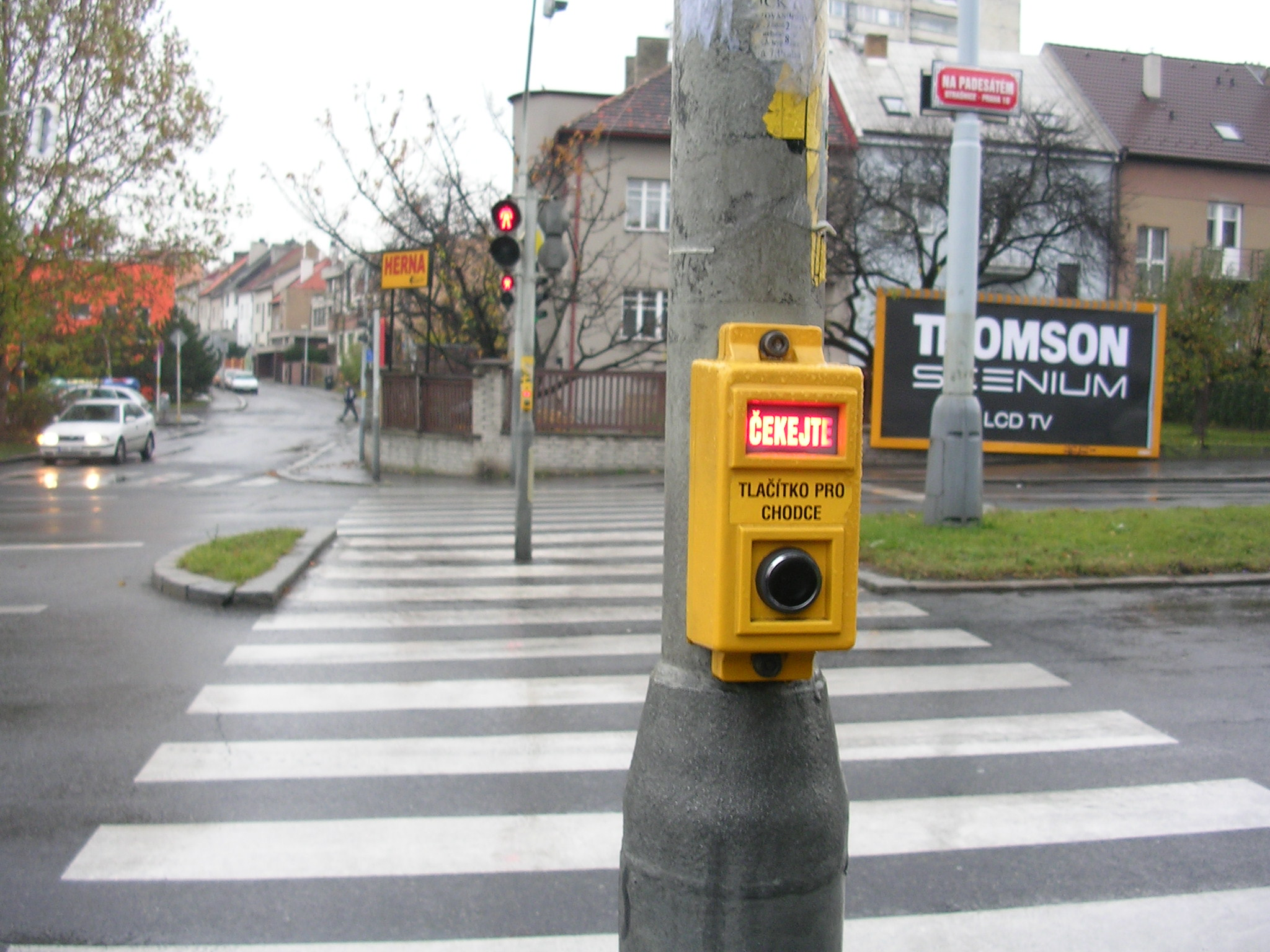
Přechod s tlačítkem pro chodce
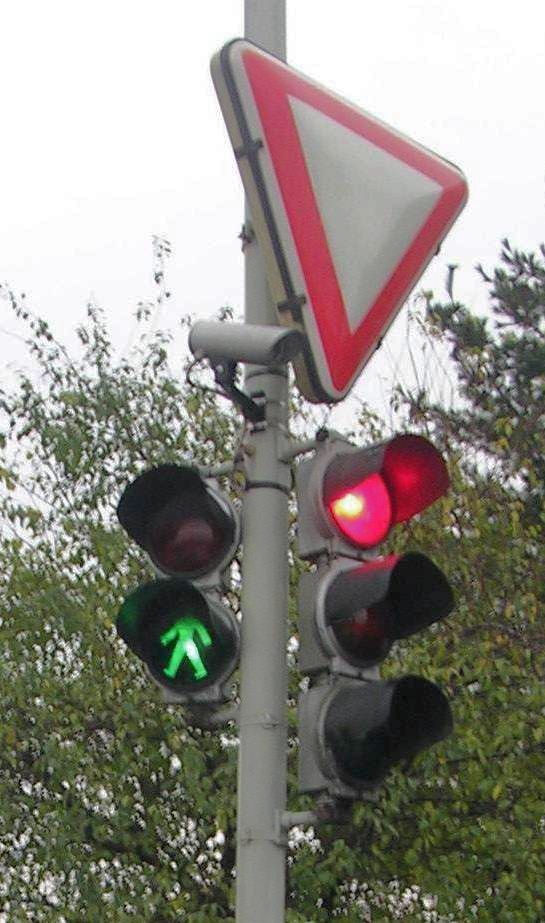
Detekční kamera zjišťuje přítomnost autobusu.
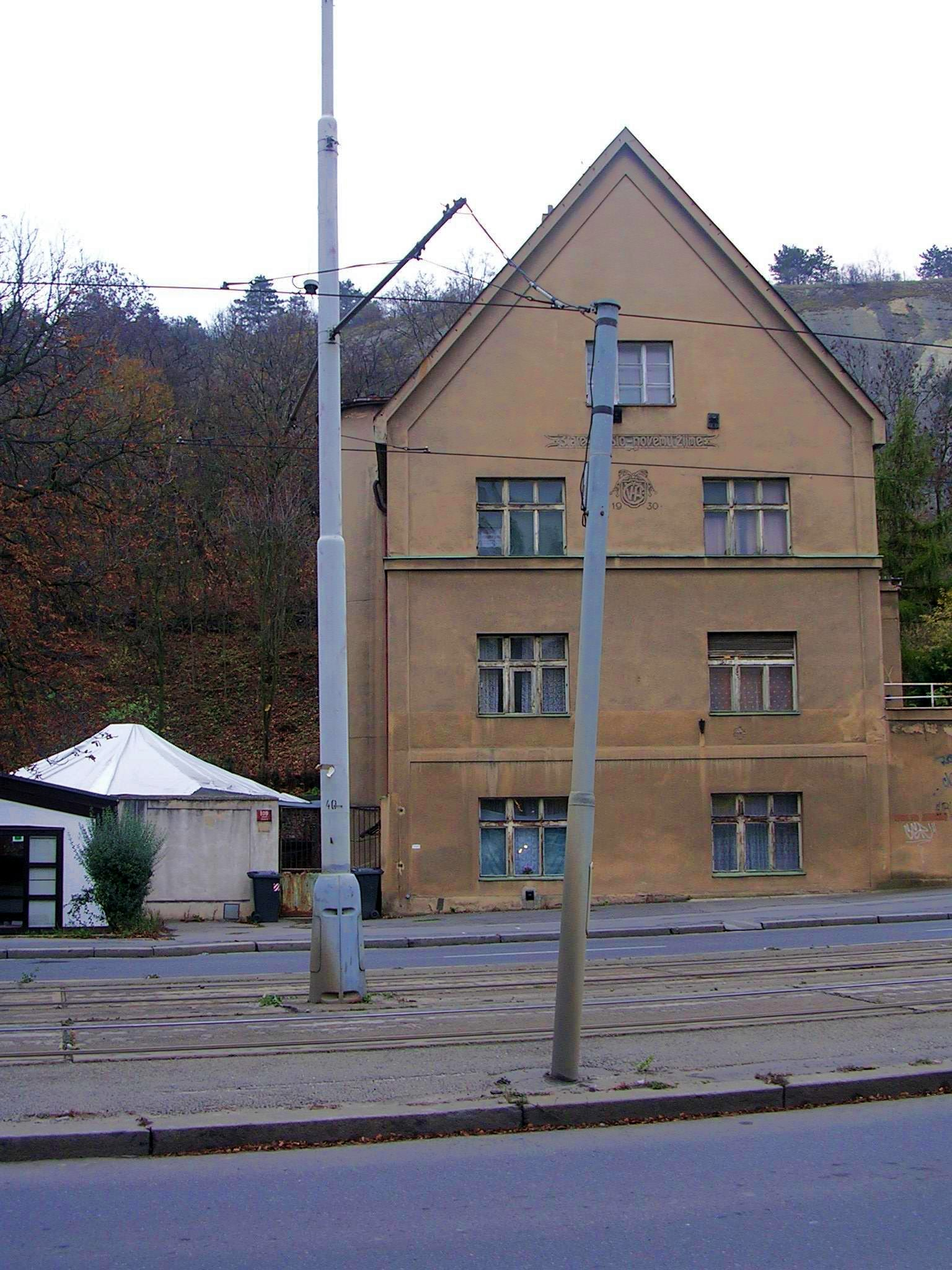
Detekční trolejový kontakt pro tramvaje. Zaznamená průjezd sběrače a předá informaci řadiči signalizace
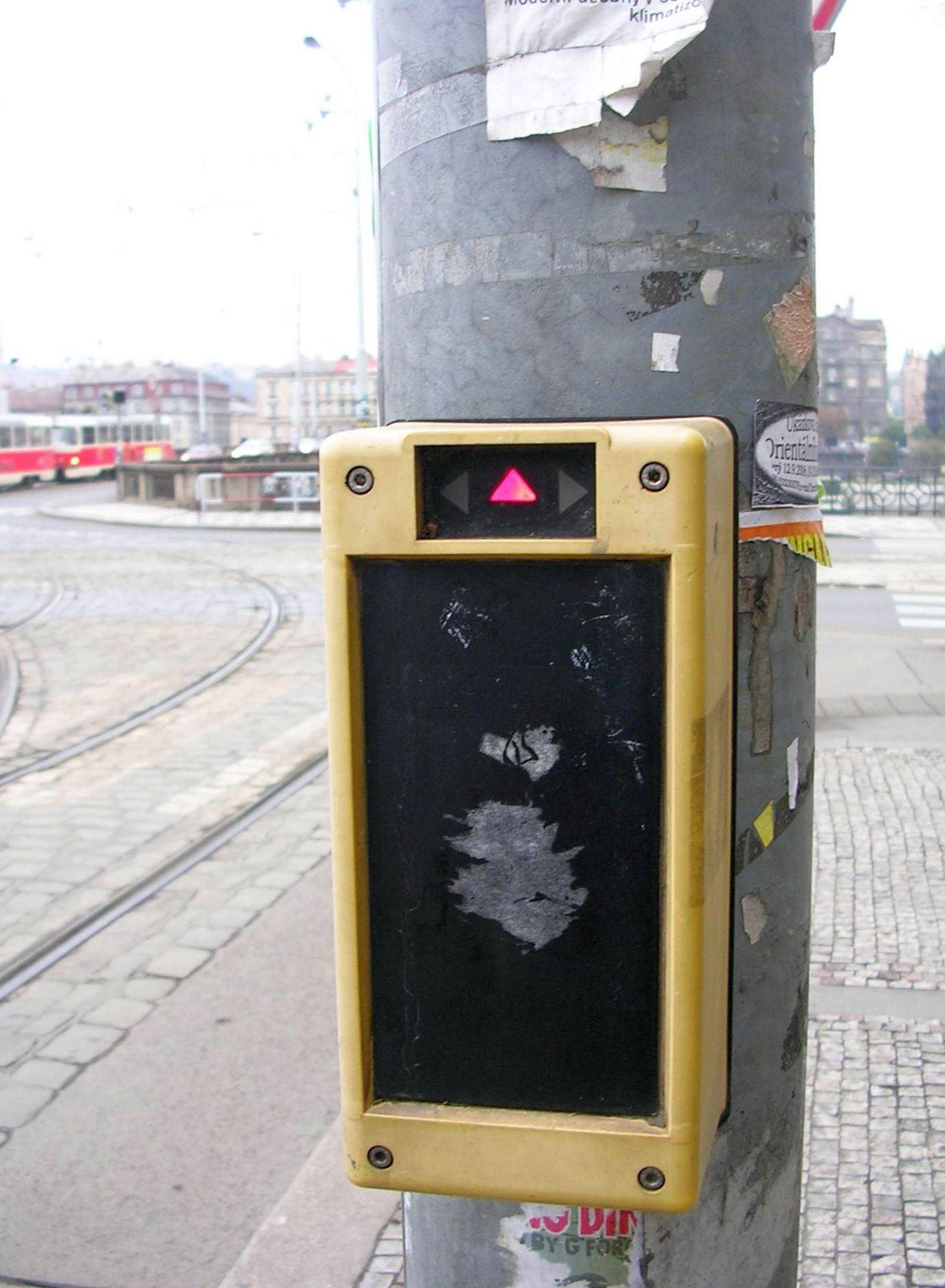
Přihlašovací zámek tramvajové signalizace. Svítící šipky zobrazují směry, do nichž je registrován aktuální nárok na signál pro jízdu. Jiné směry může řidič přihlásit čtyřhrannou kličkou z dolní části krabičky.

## Svět
Většinou se používá tříbarevné soustavy: červená, žlutá (nazývaná též jantarová či oranžová), zelená. I když se významy jednotlivých signálů mohou v různých zemích lišit, společným významem je:
- Červená: Stůj, nevjížděj do křižovatky
- Blikající červená: Stůj, dej přednost v jízdě (neplést s železničními přejezdy, kde jsou pravidla často odlišná)
- Žlutá: Připrav se k zastavení vozidla
- Blikající žlutá: Pozor nebo v případě šipek často dej přednost v jízdě
- Zelená: Volno

### Odbočování vpravo
Pravidla pro odbočování vpravo se ve světě velmi různí. Přesto je možné je zařadit do kategorií:
1. Odbočování vpravo na červenou je dovoleno na všech křižovatkách. Řidič musí zastavit vozidlo a dát přednost všem vozidlům i přecházejícím chodcům, případně nesmí vůbec pokračovat v přítomnosti chodců.
I když pravidlo platí všeobecně, je možné na některých křižovatkách odbočování na červenou zakázat dopravní značkou nebo červenou šipkou. Např. USA, Kanada, Mexiko

Německá plechová šipka dovolující odbočení vpravo na červenou

2. Odbočování vpravo na červenou je dovoleno tam, kde je vedle červené dopravní značka, která to dovoluje. Tou může být upravená značka STOP, nebo zelená šipka na černém, či bílém podkladu. Řidič musí zastavit vozidlo a dát přednost všem vozidlům i přecházejícím chodcům, případně nesmí pokračovat v přítomnosti chodců. Např. Německo, Austrálie, Chile, Lotyšsko (do roku 2019)

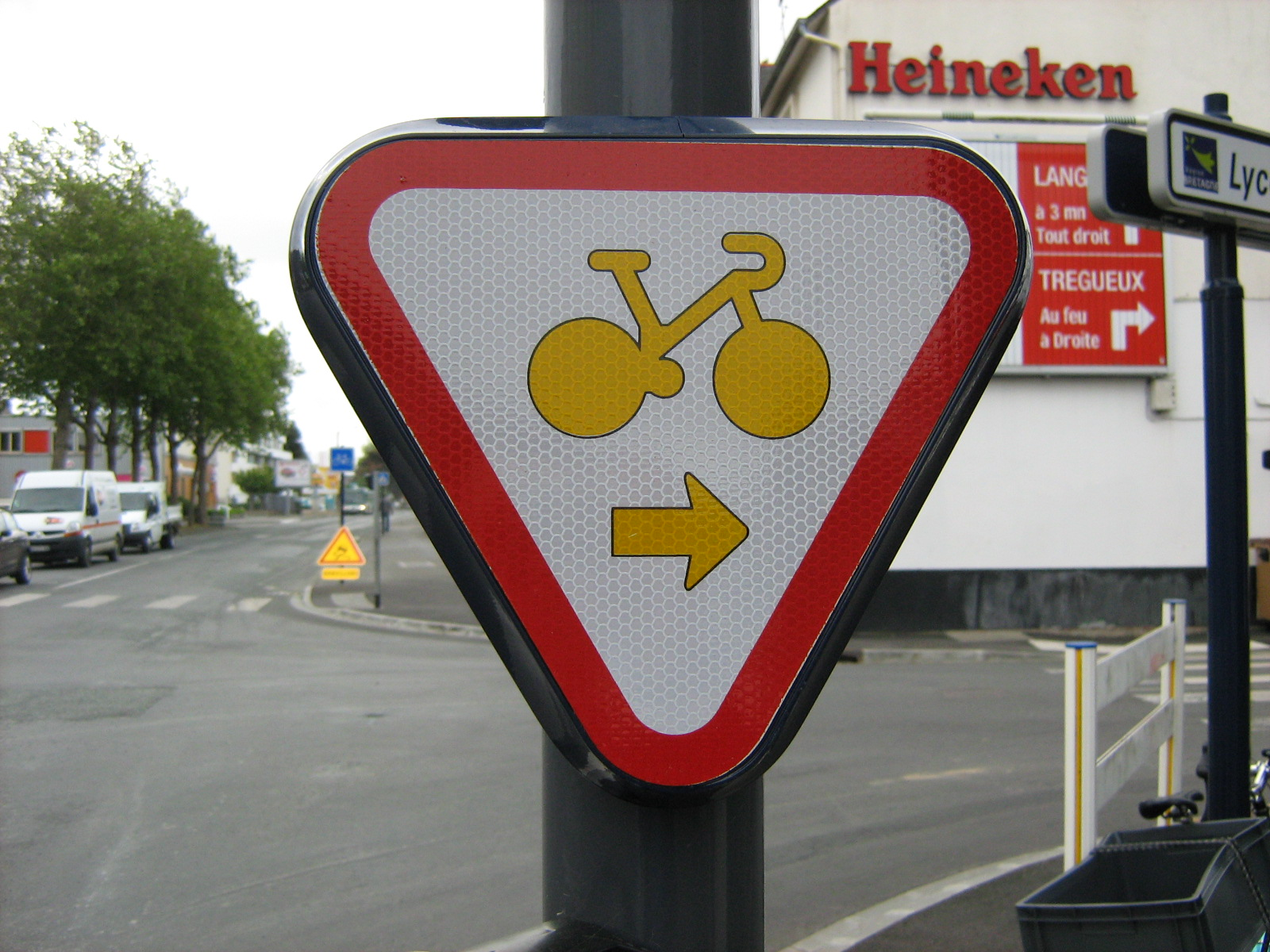
Francouzská značka říkajíci cyklistům, že mohou odbočit vpravo na červenou, přitom musí dát přednost

3. Odbočování vpravo na červenou je dovoleno tam, kde je vedle červené dopravní značka, která to dovoluje. Tou může být upravená značka Dej přednost v jízdě, nebo žlutá šipka na černém podkladu. Řidič musí dát přednost všem vozidlům i přecházejícím chodcům, případně nesmí pokračovat v přítomnosti chodců. Např. Francie, Nizozemsko, Švýcarsko
4. Odbočování vpravo na červenou je dovoleno tam, kde je vedle červené světelný signál, který to dovoluje. Řidič musí zastavit vozidlo a dát přednost všem vozidlům i přecházejícím chodcům. Signál může být v provedení blikající červené šipky či svítící zelené šipky. Např. USA, Polsko

Francouzská blikající žlutá šipka dovolující odbočení na červenou při dání přednosti v jízdě

5. Odbočování vpravo na červenou je dovoleno tam, kde je vedle červené světelný signál, který to dovoluje. Řidič musí dát přednost všem vozidlům i přecházejícím chodcům. Signál může být v provedení blikající žluté šipky nebo blikající či svítící zelené šipky. Např. Francie, Česko, Srbsko
6. Odbočování vpravo na červenou je dovoleno tam, kde je vedle červeného signálu zelená šipka. Řidič nemusí dávat přednost, jedná se o chráněné odbočení. Např. Velká Británie, Německo
7. Odbočování vpravo na červenou je dovoleno rozdělením silnice ostrůvkem a umístěním značek dopravních značek upravujících přednost v jízdě na tuto větev.
Dále se tato pravidla liší v případě jednosměrných silnic. Pokud se kříží dvě jednosměrné silnice, může být místní legislativou obdobně dovoleno i odbočení na červenou vlevo. Při odbočování z obousměrné silnice na jednosměrnou také může být dovoleno odbočování vlevo na červenou.
Argumenty pro odbočování vpravo na červenou jsou snížení čekací doby, snížení množství výfukových plynů a snížení frustrace čekajících řidičů. Argumety proti odbočování na červenou jsou zvýšené riziko kolize s jiným vozidlem a ohrožení chodců.

### Střídání signálů

Semafor se 3 fázemi

Nejběžnější semafor pouze střídá barvy červená - zelená - žlutá. Setkáme se s nimi například v jižní a západní Evropě či v USA.

Semafor se 4 fázemi

Tyto semafory mají 4 fáze: červená - červená se žlutou - zelená - žlutá. Červená se žlutou říká řidiči, že červená končí a má se připravit k jízdě. To je hlavně důležité u aut s manuální převodovkou. Z tohoto důvodu se takové semafory nevyskytují např. v USA, jelikož tam manuální převodovky nejsou běžné.

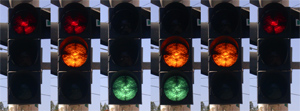
Semafor s 5 fázemi v Drážďanech

Tyto semafory mají 5 fází: červená - červená se žlutou - zelená - zelená se žlutou - žlutá. Zelená se žlutou řidiči říká, že se zelená blíží ke konci a řidič se má připravovat k zastavení vozidla.
V jiných zemích se například používají jiná nesystémová řešení. Například v Brazílii se můžeme setkat s několika signály stejné barvy, které postupně zhasínají. V Rakousku semafory před přechodem na žlutou blikají. Oproti semaforů pro chodce, u kterých chodec nesmí při blikající zelené vstupovat do vozovky, může řidič pokračovat. Při současném použití semaforu pro chodce a cyklisty je situace velmi nepřehledná a nelogická, jelikož zatímco cyklisté mohou při blikající zelené pokračovat, chodci musí stát.

Animace fungování HAWK signálu (blikající červená znamená STOP) (Click to animate)

V USA na HAWK semaforech (používaných pro přechody pro chodce) bliká zase žluté světlo, aby řidiči zpozorněli, že semafor byl chodcem aktivován a brzy budou muset zastavit.

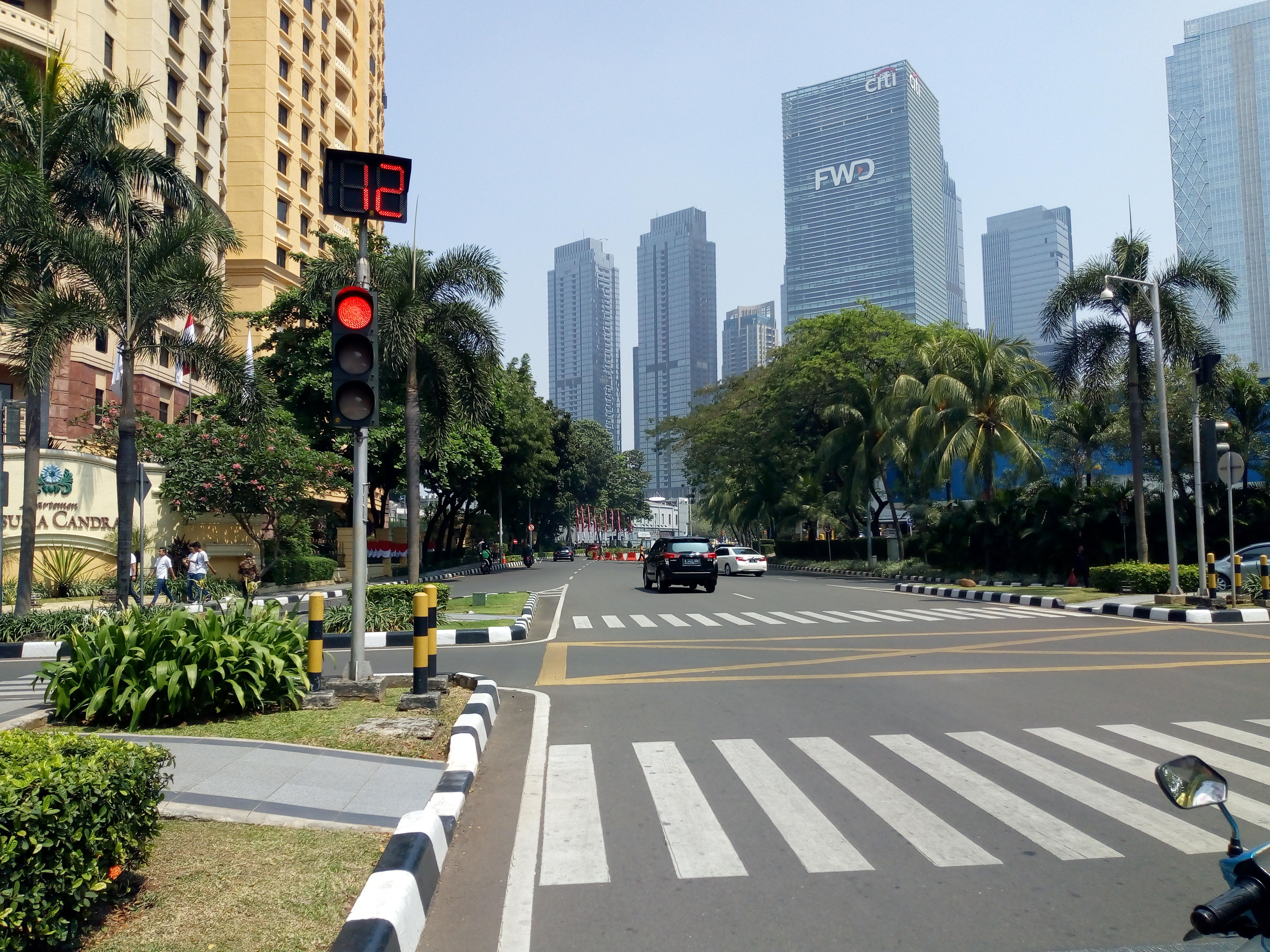
Semafor v Jakartě v Indonésii s odpočtem

V mnoha zemích se používá odpočtu vedle semaforu. Zatímco u červené odpočet snižuje počet nehod, u zelené oproti tomu statisticky narůstá počet nehod ve vysoké rychlosti. Zároveň se ale snižuje počet pozdních průjezdů již na červenou.

### Signály pro cyklisty

Traffic light animation (pedestrians, cyclists and traffic). Ljubljana, Slovenia

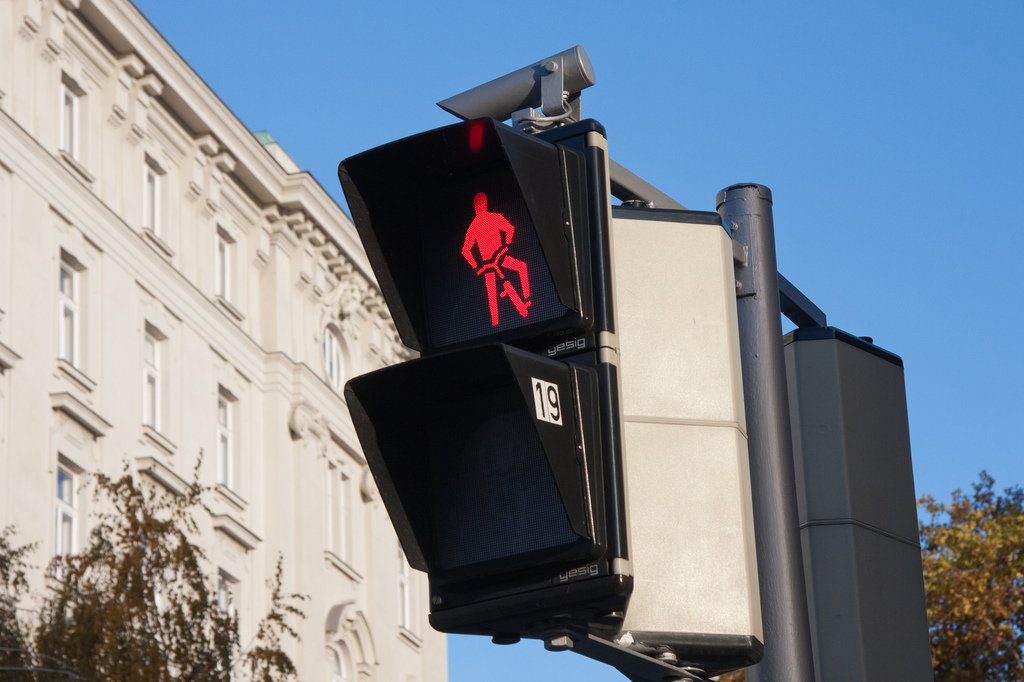
Bicycle traffic lights in Vienna